# 板桥镇 (渠县)
板桥镇，是中华人民共和国四川省达州市渠县曾经下辖的一个镇。2019年12月撤销。

## 行政区划
板桥镇撤销前下辖以下地区：
板桥社区、三圣村、金玉村、立石村、鼓锣村、曹家村、新糖村、白马村和狮岭村。